# Paróquia São Sebastião (Leopoldina)
A Paróquia São Sebastião é uma circunscrição eclesiástica católica brasileira sediada no município de Leopoldina, no interior do estado de Minas Gerais. Faz parte da Diocese de Leopoldina, na qual integra a Forania de Leopoldina e seu território abriga a Catedral de São Sebastião, que é a sé episcopal da diocese.
Foi criada em 27 de abril de 1854 pela mesma lei que criou o município de Leopoldina. Quando foi criada, a paróquia era subordinada à então Diocese do Rio de Janeiro. Em 16 de julho de 1897, por decreto do papa Leão XIII, passou a se subordinar à então Diocese de Mariana. Passou a integrar a Diocese de Leopoldina a partir da criação desta, em 28 de março de 1942.